# Jasminum auriculatum
Jasminium auriculatum es una especie de arbusto de la familia de las oleáceas. Se encuentra en la India (Decán y Ceilán). Cultivado en Pakistán.

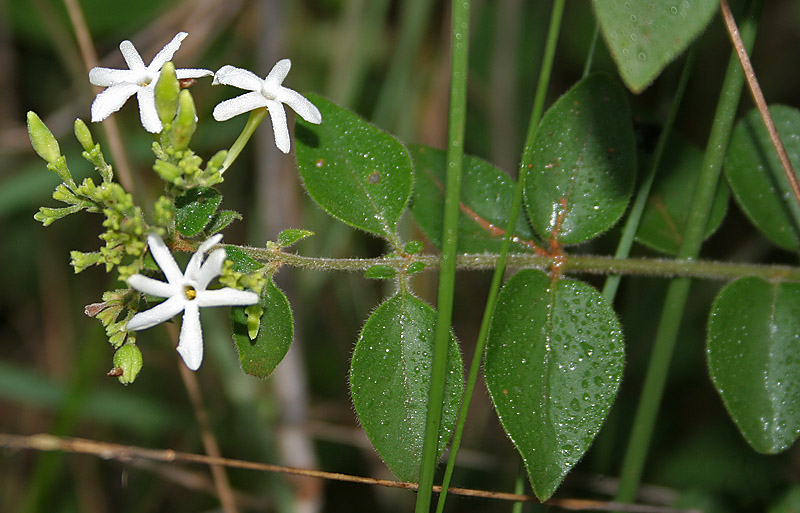
Shot at Chittoor en Andhra Pradesh, India

## Descripción
Es un arbusto trepador, pubescente o casi glabro. Hojas opuestas, ceniciento-pubescentes, a veces glabrescentes, simples o trifolioladas, folíolos laterales muy reducidas, rara vez superan los 4 mm de diámetro, terminal de hasta 3,5 cm de largo y 1,5 cm de ancho, ovadas, poco aguda. Pocos nervios, el más bajo oblicuo. Brácteas lineal, 4 mm de largo. Flores fragantes, en cimas de muchas flores; pedicelos de hasta 5 mm de largo. Cáliz 3 mm de largo, pubescente. Corola de color blanco, tubo de 1,5 cm de largo, lóbulos elípticos, de hasta 8 mm de largo. Drupa de 5 mm de diámetro, globosa, negro.

## Taxonomía
Jasminum auriculatum fue descrita por Martin Vahl y publicado en Symb. Bot. (Vahl) iii. 1. 1794
Etimología
Ver: Jasminum
auriculatum: epíteto latino que significa "como una oreja o lóbulo basal".
Sinonimia
- Jasminum affine Wight
- Jasminum auriculatum var. glabrior Haines
- Jasminum mucronatum Rchb. ex Baker
- Jasminum ovalifolium Wight
- Jasminum trifoliatum (Lam.) Pers.
- Mogorium trifoliatum Lam.[3][4]